# Carl Fink (Redakteur)

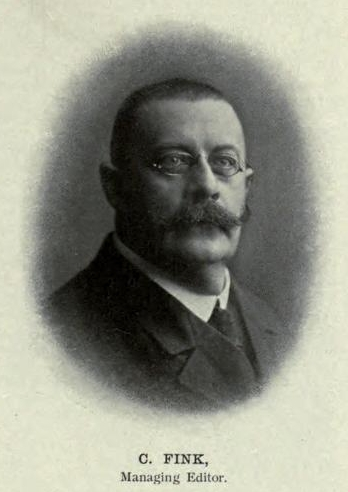
Porträt von Carl Fink

Carl Emil Adam Fink (* 29. März 1861 in Lübeck; † 1943) war ein deutscher Zeitungsverleger sowie Journalist.

## Leben
Der gebürtige Lübecker Carl Fink wandte sich nach dem Abitur dem Studium der Rechts- und Staatswissenschaften an der Universität Leipzig sowie an der Friedrich-Wilhelms-Universität zu Berlin zu, das er mit der Promotion zum Dr. jur. abschloss. Im Anschluss hielt er sich mehrere Jahre in Mexiko sowie Mittelamerika auf, ab 1888 war er als Journalist in den USA eingesetzt. Nachdem Fink nach seiner Rückkehr nach Deutschland diverse Stellen bekleidet hatte, wurde ihm 1898 die Leitung der Wochenzeitung Der Ostasiatische Lloyd in Shanghai übertragen, die er bis 1917 innehielt. Während dieser Zeitspanne entwickelte sich diese zu einer der angesehensten deutschen Auslandszeitschriften. Zusätzlich gründete Fink in China weitere deutsche, englische sowie englische Zeitschriften, darunter 1904 für Tsingtau die Tageszeitung Tsingtauer Neueste Nachrichten, die 1914 ihren Betrieb einstellte. Des Weiteren gab er während des Ersten Weltkriegs in Shanghai die Deutsche Zeitung in China heraus.
Der 1919 durch die Briten nach Deutschland deportierte Carl Fink übernahm in der Folge die Leitung der Redaktion der durch die Funkstation von Nauen in englischer Sprache in die ganze Welt verbreiteten politischen sowie wirtschaftlichen deutschen Nachrichten. Geraume Zeit später hatte er vorübergehend die Leitung des politischen sowie allgemeinen Teils der Ostasiatischen Rundschau inne, 1926 wurde Fink mit der Leitung der Deutschen Auslandswarte, der Zeitschrift des Bundes der Auslandsdeutschen, betraut. 1930 wurde Carl Fink zum Chefredakteur der Arbeitsgemeinschaft der Zeitschriften deutscher Seevereine (Die See, Übersee, Deutschland zur See) bestellt, 1934 trat er in den Ruhestand. Carl Fink verstarb 1943 82-jährig.